# Fritz Stöckl
Fritz Stöckl (* 8. Jänner 1912 in Ober Sankt Veit; † 12. Oktober 1989 in Bad Ischl) war ein österreichischer Jurist und Eisenbahnschriftsteller.
Nach dem Jusstudium und der anschließenden Promotion ließ sich Fritz Stöckl als Notar in Bad Ischl nieder. Als wohlhabender Jurist ging Stöckl über Jahrzehnte seinem Hobby als Globetrotter und Eisenbahnliebhaber nach. Er bereiste die Eisenbahnen aller Kontinente, oft gemeinsam mit seiner Familie.
In zahlreichen Büchern und Zeitschriftenartikeln berichtete er ab den 1950er Jahren über seine Reisen und stellte weltweit Eisenbahnstrecken und besondere Züge vor. Sein besonderes Interesse galt dem gehobenen Reisen in Speise- und Schlafwagen, einige seiner Bücher widmeten sich daher besonders diesen Fahrzeugen.

## Veröffentlichungen (Auswahl)
- Europäische Eisenbahnzüge mit klangvollen Namen. Carl Röhrig Verlag, Darmstadt 1958.
- Die Eisenbahnen der Erde. Band I, Großbritannien., Zeitschriftenverlag Ployer & Co., Wien 1961.
- Die Eisenbahnen der Erde. Band II, Frankreich. Zeitschriftenverlag Ployer & Co., Wien 1961.
- Die Eisenbahnen der Erde. Band III, Spanien und Portugal. Zeitschriftenverlag Ployer & Co., Wien 1962.
- Die Eisenbahnen der Erde. Band IV, Skandinavien. Zeitschriftenverlag Ployer & Co., Wien 1963.
- Die Eisenbahnen der Erde, Band VI, Deutschland. Verlag Bohmann, Wien 1964.[1]
- Rollende Hotels Teil 1: Die Internationale Schlafwagengesellschaft. Rudolf Bohmann Industrie- und Fachverlag, Wien und Heidelberg, 1967.
- Komfort auf Schienen. Schlafwagen, Speisewagen, Salonwagen der Europäischen Eisenbahnen. Comfort on Rails. Sleepers, Diners and Saloon-cars on the European Railways. (gemeinsam mit Claude Jeanmaire) Verlag Eisenbahn, Basel 1970.
- Trans-Europ-Express: Der Werdegang des TEE-Betriebes. Rösler und Zimmer, Augsburg 1971.
- Im Land der Beyer-Garratts: Rhodesia Railways. G. Röhr, Krefeld, 1972.
- Eisenbahnerlebnis Äthiopien. G. Röhr, Krefeld, 1975.
- Eisenbahnen in Südosteuropa: Jugoslawien, Griechenland, Rumänien, Bulgarien, Türkei. Verlag Bohmann, Wien 1975, ISBN 3-7002-0431-X.
- Die Eisenbahnmuseen der Erde. Ferrovia-Verlag, Grenzach-Wyhlen 1981, ISBN 3-88275-021-9.
- Wagons-lits: das exquisite Reisen. Verlag Slezak, Wien 1984, ISBN 3-85416-091-7.
- Die großen Eisenbahnrouten der Welt. Rasch & Röhrig, Hamburg 1985, ISBN 3-89136-046-0.
- Speisewagen: 100 Jahre Gastronomie auf der Schiene. Motorbuch-Verlag, Stuttgart 1987, ISBN 3-613-01168-9.